# جورج هيرمان ستروف
جورج هيرمان ستروف (بالألمانية: Georg von Struve)‏ (و. 1886 – 1933 م) هو عالم فلك من ألمانيا .
توفي في برلين، عن عمر يناهز 47 عاماً.